# Umweltversammlung der Vereinten Nationen
Die Umweltversammlung der Vereinten Nationen (engl. United Nations Environment Assembly, kurz UNEA) ist das höchste umweltpolitische Organ der Vereinten Nationen und Steuerungsgremium für das Umweltprogramm der Vereinten Nationen.
Die Umweltversammlung tagte erstmals im Juni 2014, nachdem ihr Vorgänger-Gremium, der UNEP-Verwaltungsrat (Governing Council), das letzte Mal 2013 zusammengekommen war. Die Entscheidung, den Verwaltungsrat abzulösen durch die Umweltversammlung, traf die Staatengemeinschaft 2012 auf der Konferenz der Vereinten Nationen über nachhaltige Entwicklung.

## UN-Umweltversammlung

### Erste UN-Umweltversammlung (Juni 2014)
Erstmals im Juni 2014 versammelten sich zahlreiche Umweltminister, Umweltschützer und die Experten der UNEP auf der ersten UN-Umweltversammlung (UN Environment Assembly, UNEA) in Nairobi. Hervorgehobene Themen waren Wilderei und der illegale Handel mit natürlichen Ressourcen, der Schutz der Weltmeere sowie die Umsetzung der Post-2015-Nachhaltigkeitsziele. Außerdem standen Entscheidungen zu Chemikalien und Abfall sowie zur Verbesserung der Luftqualität auf der Agenda. Auch die Umweltschäden und Naturzerstörungen in der Region waren Thema, so wurden damals im Nachbarland Tansania jeden Tag 30 durchschnittlich Afrikanische Elefanten von Wilderern getötet; Experten sprachen beim illegalen Handel mit Wildtieren von einem „perfekt organisierten internationalen Verbrechen“, wobei die Umweltverbrechen insgesamt mit 213 Mrd. US-Dollar beziffert wurden. Die Handlungsmöglichkeiten für den internationalen Naturschutz sind dabei begrenzt.
Die deutsche Delegation war mit Umweltministerin Barbara Hendricks vertreten, auch die Amtskolleginnen Izabella Teixeira aus Brasilien und Bomo Edna Molewa aus Südafrika kamen zur ersten Umweltversammlung der Vereinten Nationen; das Mandat der Schweiz für die abschließende zweitägige ministerielle Vollversammlung hatte der eidgenössische Bundesrat BAFU-Direktor Bruno Oberle erteilt. Umweltorganisationen berichteten von der Konferenz. Präsidentin der Versammlung: Oun Sanjaasuren (Mongolei). Rund 1200 Teilnehmer mit hochrangigen Delegationen aus 160 der 193 UN-Mitgliedstaaten besuchten die Konferenz vom 23. bis 27. Juni 2014. 16 Grundsatzresolutionen wurden beschlossen, darunter zur Luftverschmutzung, die nach Schätzung der WHO 7 Millionen Tote jährlich weltweit fordert, sowie zu Mikroplastik als Teil der zunehmenden Verschmutzung der Weltmeere mit Plastikteilchen und -abfällen. Somit erhält der internationale Umweltschutz eine höhere Bedeutung: Neben der UN-Generalversammlung ist die Umweltversammlung prinzipiell als Vollversammlung der Mitgliedstaaten der Vereinten Nationen angelegt und soll künftig alle zwei Jahre Beschlüsse zur globalen Umweltpolitik treffen. Das Thema Umwelt wird damit auf die gleiche Stufe mit Frieden, Sicherheit, Wirtschaft, Gesundheit und Handel gestellt.
Am Rand der UNEA-Umweltversammlung berieten die Präsidenten des letzten sowie voraussichtlich der beiden kommenden UN-Klimagipfel in Lima (COP20) und Paris, Marcin Korolec, Manuel Pulgar Vidal und Marie-Hélène Aubert (COP21), mit rund 70 Ministern zum bevorstehenden Ban Ki-moon Summit im September 2014, einem Sondergipfel in New York, mit dem der UN-Generalsekretär sein Engagement gegen die globale Erwärmung bekräftigen wollte. Der Umweltstaatssekretär der deutschen Bundesregierung Jochen Flasbarth mahnte, die Menschheit müsse sich über die „Leitplanken für die weltweite wirtschaftliche Entwicklung“ verständigen und die ökologische Grenzen unseres Planeten beachten („Planetary Boundaries“).

### Zweite UN-Umweltversammlung (Mai 2016)
Vom 23. bis 27. Mai 2016 fand wiederum in Nairobi die 2. UNEP-Konferenz statt: Zu ihr erschienen über 2.000 Delegierte aus mehr als 170 der 193 Mitgliedsstaaten der Vereinten Nationen. Dieses Mal ging es hauptsächlich um eine Bestandsaufnahme der aktuellen Umwelt- und Klimasituation sowie um die Entwicklung von Aktionsplänen zur Umsetzung bestehender Abkommen wie dem Weltklimavertrag von der UN-Klimakonferenz in Paris 2015 (COP 21). Für die deutsche Zivilgesellschaft nahm als einzige deutsche politische Stiftung aktiv als Interessenvertreterin die Hanns-Seidel-Stiftung mit Uta Staschewski (Kenia) und Axel Neubert (Vietnam) teil; die Experten diskutierten Themen wie Klimawandel, Luftverschmutzung, Abfallentsorgung und Artenschutz.

### Dritte UN-Umweltversammlung (Dezember 2017)
Vom 4. bis 6. Dezember 2017 fand mit rund 2.500 Teilnehmern aus mehr aus 100 Ländern, darunter viele Umweltminister und einige Staats- und Regierungs- und mehrere Firmenchefs, Wissenschaftler sowie Vertreter von Nichtregierungsorganisationen, die 3. UN-Umweltkonferenz in Nairobi statt; im Fokus standen dieses Mal eine bessere Koordination im Kampf gegen weltweite Umweltprobleme wie bei der Reduzierung von Plastikmüll in den Ozeanen oder der Luftverschmutzung: Nach im Vorfeld der Konferenz von der UNEP veröffentlichten Informationen hingen bis zu sieben Mio. Todesfälle weltweit jährlich mit schlechter Luftqualität unter anderem aufgrund von Industrie-Emissionen und Auto-Abgasen zusammen (-> z. B. Feinstaub, Stickoxide). Besonders häufig stürben demnach Menschen in Indien und China an Umwelteinflüssen, wo die Industrialisierung massiv vorangetrieben werde. Nach Berechnungen von der UNO im Zusammenhang mit der Konferenz veröffentlichten Zahlen landeten jährlich ca. acht Mio. Tonnen Plastikmüll in den Weltmeeren, der Meerestiere gefährde und sich als Mikroplastik z. B. auch im Trinkwasser wiederfinde – bis 2050 werde sich die Menge des Plastikmülls in den Meeren verzehnfachen, so Sam Barratt, der Leiter „Öffentliche Kampagnen“ der UNEP: Diese Verschmutzung sei „jenseits von Gut und Böse“. Aus Deutschland reiste wiederum der (nach dem Scheitern der Jamaika-Sondierungsgespräche 2017 kommissarische) Staatssekretär im Umweltministerium Jochen Flasbarth an.
Nachdem im November 2017 in Bonn bereits die COP 23 stattgefunden hatte, fand im Umfeld gleichzeitig zur UNEP III der erste nordamerikanische Klimagipfel North American Climate Summit statt, wenige Tage später am 12. Dezember der vom französischen Präsidenten Emmanuel Macron auf der COP 23 angekündigte außerordentliche bzw. zusätzliche globale Umweltgipfel One Planet Summit („Eine-Erde-Gipfel“).

#### Ergebnis
Die aus aller Welt versammelten Umweltministerinnen und -minister entschieden zum Abschluss dieser 3. UN-Umweltversammlung einen Aufruf zur Ergreifung konsequenterer Maßnahmen gegen die globale Umweltverschmutzung; darüber hinaus die Einsetzung einer internationalen Expertengruppe zur Bekämpfung des Plastikmülls in den weltweiten Meeren. Zusätzlich soll die Arbeit des UN-Umweltprogramms an der Schnittstelle von Umweltverschmutzung und Gesundheit in Zukunft ausgeweitet werden. Laut einer Pressemitteilung des UNEP vom 6. Dezember „verpflichtet sich die Welt hier zu einem Planeten ohne Umweltverschmutzung“ („World commits to pollution-free planet at environment summit“). Deutschland will über das Bundesumweltministerium (BMUB) das International Sustainable Chemistry Collaborative Centre in Bonn sowie mit 13 Mio. Euro die UN-Allianz Partnership for Action on Green Economy (PAGE, „Partnerschaft für Maßnahmen zur grünen Wirtschaft“) für entspr. Maßnahmen in Entwicklungsländern. Außerdem plant das BMUB die Ausrichtung der Konferenz der Internationalen Stickstoffinitiative 2020 in Berlin.

### Vierte UN-Umweltversammlung (März 2019)
Vom 11. bis 15. März fand die 4. UN-Umweltkonferenz in der kenianischen Hauptstadt Nairobi statt. Das Treffen war mit fast 5.000 Teilnehmenden aus 179 Ländern die bislang größte Umweltversammlung.
Die Delegierten auf der 4. Umweltversammlung verabschiedeten eine ministerielle Erklärung, 23 Resolutionen und drei Entscheidungen. Außerdem beschloss die Versammlung das Arbeitsprogramm sowie das Budget des Umweltprogramms für den Zeitraum 2020–21.
Wegen des Flugzeugabsturzes vom 10. März 2019 wurde zu Beginn der Konferenz eine Schweigeminute für die Opfer, darunter waren auch 22 UN-Mitarbeiter, abgehalten.

### Fünfte UN-Umweltversammlung (2021/2022)
Die fünfte UN-Umweltversammlung fand aufgrund der COVID-19-Pandemie in zwei Teilen statt: Am 22. und 23. Februar fand der erste Teil virtuell statt, während der zweite Teil vom 28. Februar bis am 2. März 2022 in Nairobi durchgeführt wurde. 
Es wurde beschlossen, sich bis 2024 auf ein globales rechtsverbindliches UN-Abkommen gegen die Plastikvermüllung von Umwelt und Meeren zu einigen.